# Jane Russellová
Jane Russellová, rodným jménem Ernestine Jane Geraldine Russellová (nepřechýleně Russell, 21. června 1921, Bemidji, Minnesota, USA – 28. února 2011, Santa Maria, Kalifornie, USA) byla americká filmová herečka a sex symbol.

## Mládí a počátek kariéry
Byla jedinou dcerou Roye Williama Russella (5. leden 1890 – 18. červenec 1937) a Geraldine Jacobiové (2. leden 1891 – 26. prosinec 1986). Její čtyři mladší bratři se jmenují Thomas Ferris Russell (* 16. duben 1924), Kenneth Steven Russell (* 2. září 1925), James Hyatt Russel (* 9. února 1927) a Wallace Jay Russell (* 31. ledna 1929).
Její rodiče pocházeli ze Severní Dakoty. Tři z jejich prarodičů se narodili v Kanadě, zatímco babička z otcovy strany pocházela z Německa. Její rodiče se vzali v roce 1917. Její otec byl bývalý nadporučík americké armády pověřený velením a její matka byla bývalá kočovná herečka. V prvních letech manželství žili rodiče v Edmontonu v provincii Alberta v Kanadě. Před jejím narozením se její matka dočasně přestěhovala do Spojených států, aby zajistila, že se stane americkou občankou. Později se rodina přemístila do San Fernando Valley v jižní Kalifornii. V roce 1930 žili v Burbanku a její otec pracoval jako vedoucí kanceláře v pobočce továrny na mýdla.
Matka jí zajistila lekce hry na klavír. Navíc se kromě hudby zajímala o ochotnické divadlo a účinkovala v představeních Van Nuysovy střední školy. Nejdříve chtěla být designérkou, po smrti svého otce se rozhodla pracovat jako recepční. Také působila jako fotomodelka a na přání své matky studovala dramatické herectví, hrála s divadlem Maxe Reinhardta a se slavnou ruskou herečkou Mariou Ouspenskou.

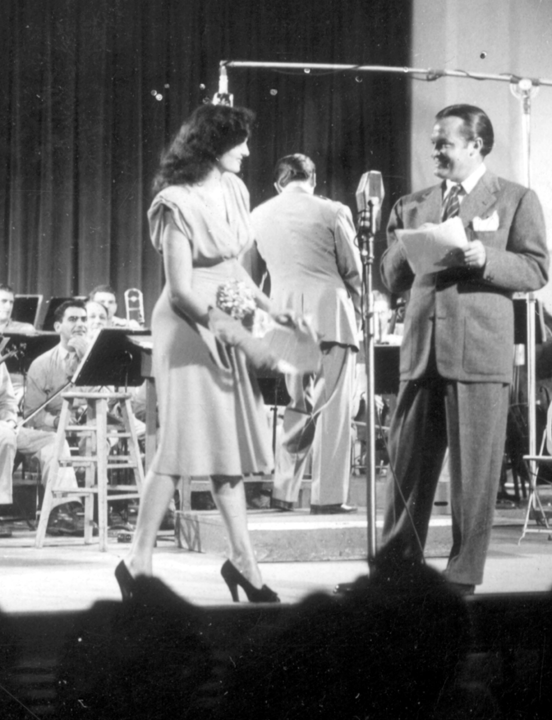
Jane Russellová s Bobem Hopem (1944)

V roce 1940 podepsala sedmiletou smlouvu s filmovým magnátem Howardem Hughesem a debutovala ve filmu Psanec (1943), příběhu o Billy Kidovi, který ukazoval její smyslnou postavu. Ačkoliv byl film dokončen v roce 1941, objevil se na plátnech až o dva roky později. Nastaly problémy s cenzurou kvůli způsobu, jakým je ve filmu ukazoval svůj bohatý výstřih. Když film konečně prošel cenzurou, byl uveden v roce 1946. Během tohoto období byla zaneprázdněna publicitou a stala se slavnou osobou.
Spolu s Lanou Turnerovou a Ritou Hayworthovou zosobňovala vzhled smyslné sladké dívky, ačkoliv její míry a výška byly odlišné než u jejích současnic. Vedle tisíců útržků od komiků z rozhlasu, včetně Boba Hopeho, který ji představil jako „dvě a jedinou Jane Russellovou“, její fotografie na stohu sena mračící se se vzpurnou krásou a mladou smyslností, když se její ňadra napínala pod jejími šaty, byla oblíbeným obrázkem pro vojáky v době druhé světové války.
Ačkoliv Psanec nebyl velkolepý western, prodával se dobře. Zdálo se, že Hughes se zajímal pouze o to, aby hrála v jeho filmech a ukazovala pouze svoji smyslnou postavu. Nicméně podle zpráv odmítla nabídku Darryla Zanucka, aby hrála Doňu Solu ve snímku Krev a písek. Do roku 1946 se neobjevila v žádném dalším filmu a až pak hrála pro RKO Joan Kenwoodovou v Young Widow. Ačkoliv její raná filmová tvorba ukazovala jen velice málo z jejího hereckého umění, pomohla jí v kariéře představující veselé, obvykle cynické, tvrdé ženy, často sršící dobrou náladou.
V roce 1947 se pokusila o hudební dráhu. S orchestrem Kaye Kysera natočila singl „As Long As I Live“.
Nadále hrála ve filmu v celé řadě dalších rolí, včetně Kalamity Jane s Bobem Hopem ve filmu Bledá tvář (1948) studia Paramount; a s Mikem Delroyem a Hopem ve filmu Son of Paleface (1952), opět v Paramountu.

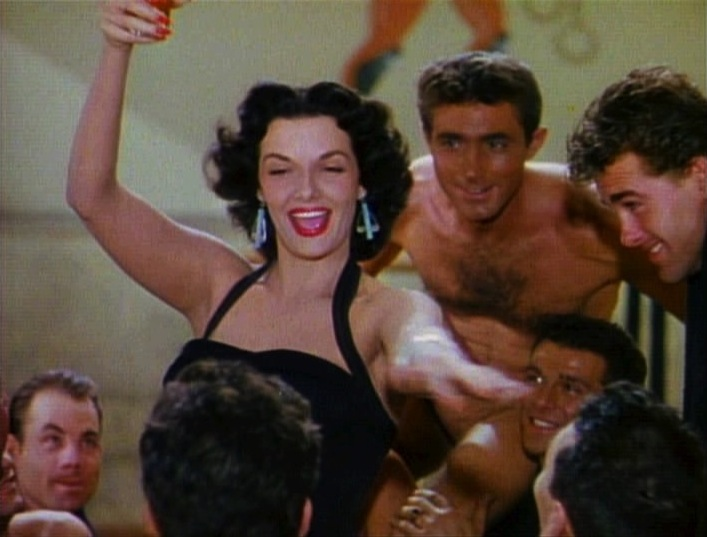
Jane Russellová jako Dorothy Shawová ve filmu Páni mají radši blondýnky (1953)

Na vrcholu svého komediálního talentu se ocitla svým výkonem ve filmu Páni mají radši blondýnky (1953), kde hrála spolu s Marilyn Monroe pro 20th Century Fox, která se stala jednou z jejich nejpamátnějších rolí. Film byl dobře přijat a ukázal, že je jde o talentovanou herečku.
Objevila se ve dvou filmech spolu s Robertem Mitchumem, His Kind of Woman (1951) a Macao (1952). Jejími dalšími hereckými partnery se stali Frank Sinatra a Groucho Marx v komedii Double Dynamite (1951); Victor Mature, Vincent Price a Hoagy Carmichael v The Las Vegas Story (1952); Jeff Chandler ve Foxfire (1955); a Clark Gable a Robert Ryan ve snímku Správní chlapi (1955).
V produkci společnosti RKO Howarda Hughese ve filmu The French Line (1953) se ukázala v přiléhavých jednodílných plavkách s výkrojky. Hrála zde v provokativním muzikálovém čísle s názvem „Hledání problémů“. Ve své autobiografii uvedla, že odhalující plavky byly alternativou k Hughesovu původnímu návrhu bikin, což by byl pro film v roce 1954 velmi pikantní kostým. Říkala, že původně nosila bikiny před „šokovaným“ filmovým štábem, ale že „se cítila velmi nahá“.
Její prvním manželem byl bývalý zadák týmu Los Angeles Rams Bob Waterfield, společně založili v roce 1955 Russ-Field Production. Produkovali filmy Pánové se žení s brunetkami (1955), Král a čtyři královny (1956), kde hrál Clark Gable a Eleanor Parkerová, Běh za Sluncem (1956) a The Fuzzy Pink Nightgown (1957).
Její výkon ve filmu Pánové se žení s brunetkami, kde hrála po boku Jeanne Crainové, a v dramatu The Revolt of Mamie Stover (1956) předvedl její herecké schopnosti. Ale po filmu The Fuzzy Pink Nightgown (1957), který propadl i v prodeji, se na stříbrném plátně neobjevila po dalších sedm let.
V říjnu 1957 debutovala v úspěšném sólo vystoupení z nočního klubu v Sands Hotelu v Las Vegas. Také splnila další závazky v USA, Kanadě, Mexiku, Jižní Americe a Evropě.
V létě 1961 debutovala s turné Janus v Nové Anglii. Na podzim 1961 hrála ve hře Skylark v Drury Lane Theatre v Chicagu. A v listopadu 1962 hrála ve hře Bells Are Ringing ve Westchester Town House v Yonkers v New Yorku.
Její další výkon ve filmu byl v Fate Is the Hunter (1964), ve kterém hrála samu sebe pro USO v retrospektivních ukázkách z její minulé filmové tvorby. Poté účinkovala už jen ve čtyřech filmech, v posledních dvou hrála charakterní role.
V roce 1971 zazářila v muzikálovém dramatu Company na Broadwayi, kde nahradila Elainu Stritchovou. Roli Joanne v této hře hrála celkem šest měsíců. Později v 70. letech se začala objevovat v televizních reklamách jako reklamní tvář firmy Playtex.
V roce 1985 napsala a vydala autobiografickou knihu Jane Russell: My Path and My Detours. V roce 1989 získala cenu pro žijící legendy od Mezinárodního ženského centra (WIC).
Její ruka a nohy jsou zvěčněny na dvoře Grauman’s Chinese Theatre a také má hvězdu na Hollywoodském chodníku slávy na adrese 6850 Hollywood Boulevard.
Russellová je vykreslena Renee Hendersonem v minisérii CBS z roku 2001 Blonde, založené na románu Joyce Carol Oatesové. Minisérie ji znázorňuje, jak s Marilyn Monroe opouští otisky u Graumanova Čínského divadla ve filmu HBO Norma Jean & Marilyn, kde hrají Ashley Juddová a Mira Sorvino.

## Osobní život
Byla celkem třikrát provdána. Poprvé za člena haly slávy amerického fotbalu Boba Waterfielda (brali se 24. dubna 1943 – rozvedli se v červenci 1968), podruhé za herce Rogera Barretta (vzali se 25. srpna 1968 – on zemřel 18. listopadu 1968) a naposled za realitního makléře Johna Calvina Peoplese (vzali se 31. ledna 1974 – on zemřel 9. dubna 1999). Spolu s Peoplesem žili několik let v Sedoně v Arizoně, ale zbytek jejich manželství strávili v Montecitu v Kalifornii.
V únoru 1952 adoptovali s Waterfieldem holčičku Tracy. V prosinci 1952 adoptovala patnáctiměsíčního chlapečka Thomase, a v roce 1956 adoptovali spolu s Waterfieldem devítiměsíčního chlapečka Roberta Johna. Ona sama nemohla mít děti a v roce 1955 založila Mezinárodní fond pro světové adopce (WAIF), organizaci, která umísťovala děti do adoptivních rodin a která byla průkopnickou při adopci cizích dětí Američany. Ve své autobiografii z roku 1985 na sebe prozradila, že v 19 letech otěhotněla a podstoupila interrupci, která byla zpackaná tak, že málem zemřela. Poté, co jí doktor na pohotovosti prohlédl, prohlásil: „Který packal Vám to provedl?“ Pak už nemohla otěhotnět. Od té doby zastávala neochvějný životní postoj proti interrupcím.
Ačkoliv její image na plátně byla blízká bohyni sexu, její osobní život postrádal senzace a skandály, které provázely jiné herečky té doby, jako byla např. Lana Turnerová, ačkoliv ve své autobiografii přiznala, že přežila bez zranění dvoje znásilnění, že její první manželství bylo poskvrněno cizoložstvím (na obou stranách) a násilím, a že byla od mládí alkoholičkou. Také odhalila, že byla rozenou křesťankou, což byla jedna z věcí, které jí pomohly přežít.
Na vrcholu své kariéry začala organizovat „Skupinu hollywoodských křesťanů“. Šlo o týdenní studia Bible v jejím domě pořádaná pro křesťany z filmového průmyslu a navštěvovali je některé z největších jmen. Příležitostně se objevila v programu Chvalte pána na Trinity Broadcasting Network, což je křesťanský televizní kanál sídlící v Costa Mesa v Kalifornii.
Byla významnou republikánkou, navštívila Eisenhowerovu inauguraci spolu s Lou Costellem, Dickem Powellem, June Allysonovou, Anitou Louiseovou, Louellou Parsonsovou a mnoha dalšími.
Žila v Santa Maria Valley na Centrálním pobřeží Kalifornie.

## Filmografie (kompletní)
- 1943 Psanec (režie Howard Hughes, Howard Hawks)
- 1946 Young Widow (režie Edwin L. Marin)
- 1948 Bledá tvář (režie Norman Z. McLeod)
- 1951 His Kind of Woman (John Farrow, Richard Fleischer)
- 1951 Double Dynamite (režie Irving Cummings)
- 1952 The Las Vegas Story (režie Robert Stevenson)
- 1952 Makao (režie Josef von Sternberg, Nicholas Ray)
- 1952 Son of Paleface (režie Frank Tashlin)
- 1952 Montana Belle (režie Allan Dwan)
- 1952 Road to Bali (režie Hal Walker)
- 1953 Páni mají radši blondýnky (režie Howard Hawks)
- 1954 The French Line (režie Lloyd Bacon)
- 1955 Underwater! (režie John Sturges)
- 1955 Foxfire (režie Joseph Pevney)
- 1955 Správní chlapi (režie Raoul Walsh)
- 1955 Pánové se žení s brunetkami (režie Richard Sale)
- 1956 Hot Blood (režie Nicholas Ray)
- 1956 The Revolt of Mamie Stover (režie Raoul Walsh)
- 1957 The Fuzzy Pink Nightgown (režie Norman Taurog)
- 1964 Fate Is the Hunter (režie Ralph Nelson)
- 1966 Johnny Reno (režie R.G. Springsteen)
- 1966 Waco (režie R.G. Springsteen)
- 1967 Rození smolaři (režie Tom Laughlin, Guerdon Trueblood)
- 1970 Darker Than Amber (režie Robert Clouse)
- 1970 Cauliflower Cupids (režie Peter Savage)

## Filmová hesla
Hesla užívaná pro reklamu na plakátech nebo v médiích, k filmům Russellové, které často poukazovaly na její dobře vyvinuté poprsí.
- „Jak rádi byste zápasili s Russellovou?“ – Psanec (1943)
- „Jane Russell a Frank Sinatra... Jaký pár!“ – Double Dynamite (1951)
- „Byly dva od jednoho druhu!“ – His Kind of Woman (1951)
- „Teplé rty... Horké olovo!“ – Montana Belle (1952)
- „Dva D-D-Divy naší doby v zázračném muzikálu světa!“ – Páni mají radši blondýnky (1953)
- „J. R. v 3D. Vykopne vám obě oči z důlků!“ – The French Line (1954)
- „Akce potopení pleti... Vodní napětí!“ – Underwater! (1955)
- „Nebudou žádné větší“ – Správní chlapi (1955)
- „Zhlédněte 'EM SIZZLE VE VELKÉM NÁDHERNÉM MUZIKÁLU!“ – Pánové se žení s brunetkami (1955)
- „Jane Russellová třese svými bubínky a jezdí na Cornelu Wildeovi!“ – Hot Blood (1956)
- „Nejžhavější balík, který byl kdy ukradnut!“ – The Fuzzy Pink Nightgown (1957)